# Reacție Cope
Reacția de eliminare Cope este o reacție de eliminare a unui N-oxid cu formare de alchenă și hidroxilamină, și a fost dezvoltată de către Arthur C. Cope. Reacția se face de obicei în prezență de peroxid de hidrogen:

## Mecanism de reacție
Mecanismul reacției de eliminare Cope presupune formarea unei stări de tranziție pentaciclice, care suferă un proces de sin-eliminare intramoleculară. Amina terțiară 1 suferă o reacție de oxidare, în prezență de peroxid de hidrogen sau un alt peroxid, la un aminoxid 2. Acest intermediar este starea de tranziție pentaciclică, care la temperatura de aproximativ 100 °C se transformă în alchena 3  și hidroxilamina 4. Cele două resturi inițiale R2 și R3 din amina terțiară se află în hidroxilamină:

## Exemple
Un exemplu ilustrativ al reacției de eliminare Cope este sinteza metilenciclohexanului:
Piperidinele sunt rezistente la reacțiile Cope intramoleculare, dar în cazul pirolidinelor și al nucleelor formate din cel puțin 7 atomi, produsul de reacție va fi o hidroxilamină nesaturată, datorită stării de tranziție intermediare pentaciclice: